# Nantes-en-Ratier
Nantes-en-Ratier település Franciaországban, Isère megyében. Lakosainak száma 468 fő (2022. január 1.). Nantes-en-Ratier Saint-Laurent-en-Beaumont, Siévoz, Sousville, La Valette és Saint-Honoré községekkel határos.

## Népesség
A település népességének változása:
| Lakosok száma | 367  | 333  | 372  | 453  | 474  | 465  | 466  | 464  | 465  | 468  |
|               | 1968 | 1982 | 1990 | 2006 | 2013 | 2015 | 2017 | 2019 | 2020 | 2022 |